# Sacha Jonesová
Sacha Jonesová, nepřechýleně Sacha Jones (* 8. listopadu 1990 Auckland) je bývalá profesionální tenistka narozená na Novém Zélandu. Tento stát reprezentovala do sezóny 2012, odkdy startuje za Austrálii. Ve své dosavadní kariéře nevyhrála na okruhu WTA Tour žádný turnaj. V rámci okruhu ITF získala do roku 2013 deset titulů ve dvouhře a dva ve čtyřhře.
Na žebříčku WTA byla ve dvouhře nejvýše klasifikována v říjnu 2012 na 150. místě a ve čtyřhře pak v témže měsíci na 169. místě.
V novozélandském fedcupovém týmu debutovala v roce 2007 utkáním základního bloku 1. skupiny zóny Asie a Oceánie proti Indii, v němž vyhrála dvouhru nad Uberoiovou. Do roku 2012 v soutěži nastoupila k dvanácti mezistátním utkáním s bilancí 6–6 ve dvouhře a 2–2 ve čtyřhře. Za australské fedcupové družstvo neodehrála k sezóně 2013 žádný zápas.

## Soukromý život
Narodila se v listopadu 1990 v největším novozélandském městě Aucklandu do rodiny australského otce a novozélandské matky. Nový Zéland reprezentovala do sezóny 2012. Na jejím počátku oznámila, že posledním turnajem odehraným v barvách tohoto státu, byl lednový ASB Classic 2012, konaný v jejím rodném městě. Následně začala nastupovat za Austrálii, kde také žije v queenslandské Noose.

## Tenisová kariéra
První výhru v hlavní singlové soutěži turnaje okruhu WTA zaznamenala na lednovém Moorilla Hobart International 2012 v tasmanském Hobartu, kde v prvním kole porazila německou hráčku Kristinu Barroisovou bez ztráty sady. Ve druhé fázi ji vyřadila Izraelka Šachar Pe'erová.
V hlavní soutěži grandslamu debutovala v ženské čtyřhře Australian Open 2012, kde s krajankou Bojanou Bobusicovou přešly v úvodním kole přes lotyšsko-ruský pár Līga Dekmeijereová a Marija Kondratěvová, ale ve druhé fázi soutěže skončily.
Na rakouském turnaji Gastein Ladies 2012 nejdříve zdolala Julii Bejgelzimerovou, aby jí ve druhém kole vystavila stopku Francouzka Alizé Cornetová.
První zápas ve dvouhře hlavní soutěže Grand Slamu odehrála po zisku divoké karty s Češkou Kristýnou Plíškovou na Australian Open 2013, které podlehla ve dvou sadách.

## Finálové účasti na turnajích okruhu ITF
| $100,000 tournaments |
| $75,000 tournaments  |
| $50,000 tournaments  |
| $25,000 tournaments  |
| $10,000 tournaments  |

### Dvouhra: 15 (10–5)
| Stav       | Č.  | Datum              | Turnaj        | Povrch | Soupeřka ve finále    | Výsledek         |
| ---------- | --- | ------------------ | ------------- | ------ | --------------------- | ---------------- |
| Finalistka | 1.  | 17. listopadu 2008 | Manila        | tvrdý  | Aju Fani Damajantiová | 6–7(5), 2–6      |
| Vítězka    | 2.  | 15. června 2009    | Brownsville   | tvrdý  | Ester Goldfeldová     | 6–3, 2–6, 6–0    |
| Vítězka    | 3.  | 21. září 2009      | Darwin        | tvrdý  | Bojana Bobusicová     | 6–4, 6–1         |
| Vítězka    | 4.  | 5. října 2009      | Mount Gambier | tvrdý  | Alicia Moliková       | 4–6, 6–4, 6–3    |
| Vítězka    | 5.  | 12. října 2009     | Port Pirie    | tvrdý  | Alicia Moliková       | 3–6, 6–1, 7–5    |
| Vítězka    | 6.  | 2. listopadu 2009  | Rock Hill     | tvrdý  | Ani Mijačiková        | 6–0, 6–4         |
| Finalistka | 7.  | 15. listopadu 2009 | Phoenix       | tvrdý  | Varvara Lepčenková    | 0–6, 0–6         |
| Vítězka    | 8.  | 20. září 2010      | Alice Springs | tvrdý  | Ana-Clara Duarteová   | 5–7, 6–3, 6–3    |
| Vítězka    | 9.  | 14. listopadu 2010 | Esperance     | tvrdý  | Çağla Büyükakçayová   | 6–2, 6–3         |
| Finalistka | 10. | 28. listopadu 2010 | Traralgon     | tvrdý  | Julia Glušková        | 6–2, 5–7, 6–7(4) |
| Finalistka | 11. | 20. listopadu 2011 | Traralgon     | tvrdý  | Casey Dellacquová     | 5–7, 6–7(6)      |
| Vítězka    | 12. | 23. června 2012    | Kristinehamn  | antuka | Magda Linetteová      | 6–4, 6–4         |
| Vítězka    | 13. | 2. září 2012       | Cairns        | tvrdý  | Ling Čangová          | 6–0, 6–2         |
| Finalistka | 14. | 9. září 2012       | Rockhampton   | tvrdý  | Olivia Rogowská       | 6–0, 3–6, 2–6    |
| Vítězka    | 15. | 23. září 2012      | Port Pirie    | tvrdý  | Olivia Rogowská       | 6–2, 7–5         |

### Čtyřhra: 4 (2–2)
| Stav       | Č. | Datum           | Turnaj      | Povrch | Spoluhráčka        | Soupeřky ve finále                      | Výsledek |
| ---------- | -- | --------------- | ----------- | ------ | ------------------ | --------------------------------------- | -------- |
| Vítězka    | 1. | 15. června 2009 | Brownsville | tvrdý  | Ashley Weinholdová | Ester Goldfeldová Macall Harkinsová     | 6–3, 6–3 |
| Finalistka | 2. | 28. srpna 2009  | Qianshan    | tvrdý  | Alison Baiová      | Liang Čenová Sun Šeng-nan               | 2–6, 4–6 |
| Finalistka | 3. | 1. dubna 2012   | Bundaberg   | tvrdý  | Sally Peersová     | Šúko Aojamová Džunri Namigatová         | 1–6, 5–7 |
| Vítězka    | 4. | 22. září 2012   | Port Pirie  | tvrdý  | Sally Peersová     | Stephanie Bengsonová Chanel Simmondsová | 6–4, 6–2 |